# Sekumbung
Sekumbung is een bestuurslaag in het regentschap Muaro Jambi van de provincie Jambi, Indonesië. Sekumbung telt 407 inwoners (volkstelling 2010).